# 1765 Wrubel
1765 Wrubel eller 1957 XB är en asteroid i huvudbältet, som upptäcktes 15 december 1957 av Indiana Asteroid Program vid Indiana University Bloomington med Goethe Link Observatory. Asteroiden har fått sitt namn efter Marshal Henry Wrubel.
Asteroiden har en diameter på ungefär 38 kilometer.